# Louise Rose Babaud de la Chaussade
Louise Rose Babaud de la Chaussade, född 1747, död 1817, var en fransk industrialist och memoarskrivare. 
Hon var dotter till brukspatronen Pierre Babaud de la Chaussade och ärvde sin fars järnbruk, även om dess formellt ägdes av hennes make efter hennes giftermål. Under franska revolutionen skötte hon öppet järnbruken när hennes make och son sattes i fängelse. Hon utgav sina memoarer om sitt liv under skräckväldet. 